# Giovanni Antonio Benvenuti
Giovanni Antonio Benvenuti (né le 15 mai 1765 à Belvedere Ostrense, dans l'actuelle province d'Ancône, dans les Marches, alors dans les États pontificaux, et mort le 14 novembre 1838 à Osimo est un cardinal italien du XIXe siècle.

## Biographie
Giovanni Antonio Benvenuti exerce diverses fonctions au sein de la Curie romaine et comme légat apostolique dans plusieurs villes. 
Le pape Léon XII le crée cardinal in pectore lors du consistoire du 2 octobre 1826. Sa création est publiée le 15 décembre 1828.
Le cardinal Benvenuti est nommé évêque d'Osimo et Cingoli en 1828. Il participe au conclave de 1829 (élection de Pie VIII) et à celui de 1830-1831 (élection de Grégoire XVI). 
En 1831, il est envoyé comme légat apostolique a latere pour pacifier la rébellion en Romagne, mais il est arrêté à Osimo et pris en otage. Il négocie une convention pour la capitulation des insurgés, mais cette convention n'est pas reconnue par Rome.

### Source
- (en) Fiche du cardinal Giovanni Antonio Benvenuti sur le site fiu.edu